# Ligne d'Auxy - Juranville à Bourges
La ligne d'Auxy - Juranville à Bourges est une ligne ferroviaire française, qui reliait la gare d'Auxy - Juranville dans le département du Loiret à celle de Bourges dans le département du Cher.
Elle constitue la ligne 682 000 du réseau ferré national.

## Histoire
Une ligne d'intérêt local de Beaune-la-Rolande à la limite du Cher, en direction d'Argent, par ou près Bellegarde et Lorris a été concédée, à titre éventuel, par le conseil général du Loiret à messieurs le duc de Brissac, le comte de Constantin, de Mieulle et Isouard le 23 août 1872.
La loi du 17 juin 1874 a déclaré d'utilité publique la ligne d'Argent à Beaune-la-Rolande et celle de Bourges à Gien (via Argent) et a concédé définitivement celles-ci à M de Mieulle qui a fondé par la suite la Compagnie du chemin de fer de Bourges à Gien et d'Argent à Beaune-la-Rolande.
À la suite de la faillite de la compagnie de M Demieulle, l'État a racheté les 2 lignes (convention du 26 mars 1881, validée par la loi du 3 août 1881) et a poursuivi les travaux.
Le 20 novembre 1883, une loi entérine la convention provisoire du 28 juin 1883 passée entre le ministère des travaux publics et la Compagnie du chemin de fer de Paris à Orléans (PO) à qui sont concédés les 2 lignes.
C'est cette dernière compagnie qui a ouvert la section de Beaune-la-Rolande à Argent le 19 mai 1884 et celle d'Argent à Bourges le 15 juin 1885.
Le 1er janvier 1934, les Compagnies des chemins de fer de Paris à Orléans et du Midi et du Canal latéral à la Garonne créent une communauté d'intérêt financière, commerciale et technique pour l'exploitation de leurs réseaux. Toutefois, chacune des deux compagnies conserve la concession des lignes qu'elle a obtenu de l'État. Au 1er janvier 1938, lors de la fusion des grandes compagnies françaises de chemins de fer, la ligne est intégrée au réseau de SNCF. Enfin Réseau ferré de France (RFF) est devenu propriétaire de la ligne de 1997 au 31 décembre 2014.
La section d'Auxy - Juranville à Beaune-la-Rolande a été fermée au service des voyageurs en 1932 et celle de Beaune-la-Rolande à Bourges en 1939.
Le service des marchandises a été supprimé par étapes sur plusieurs sections :
- Auxy - Juranville - Beaune-la-Rolande : juin 1941.
- Beaune-la-Rolande - Lorris : 3 novembre 1969.
- Lorris - Les Bordes : 2 février 1953.
- Aubigny-sur-Nère - Asnières-lès-Bourges : 24 septembre 1989.
- Châteauneuf-sur-Loire - Aubigny-sur-Nère : 13 décembre 2009

### Dates de déclassement

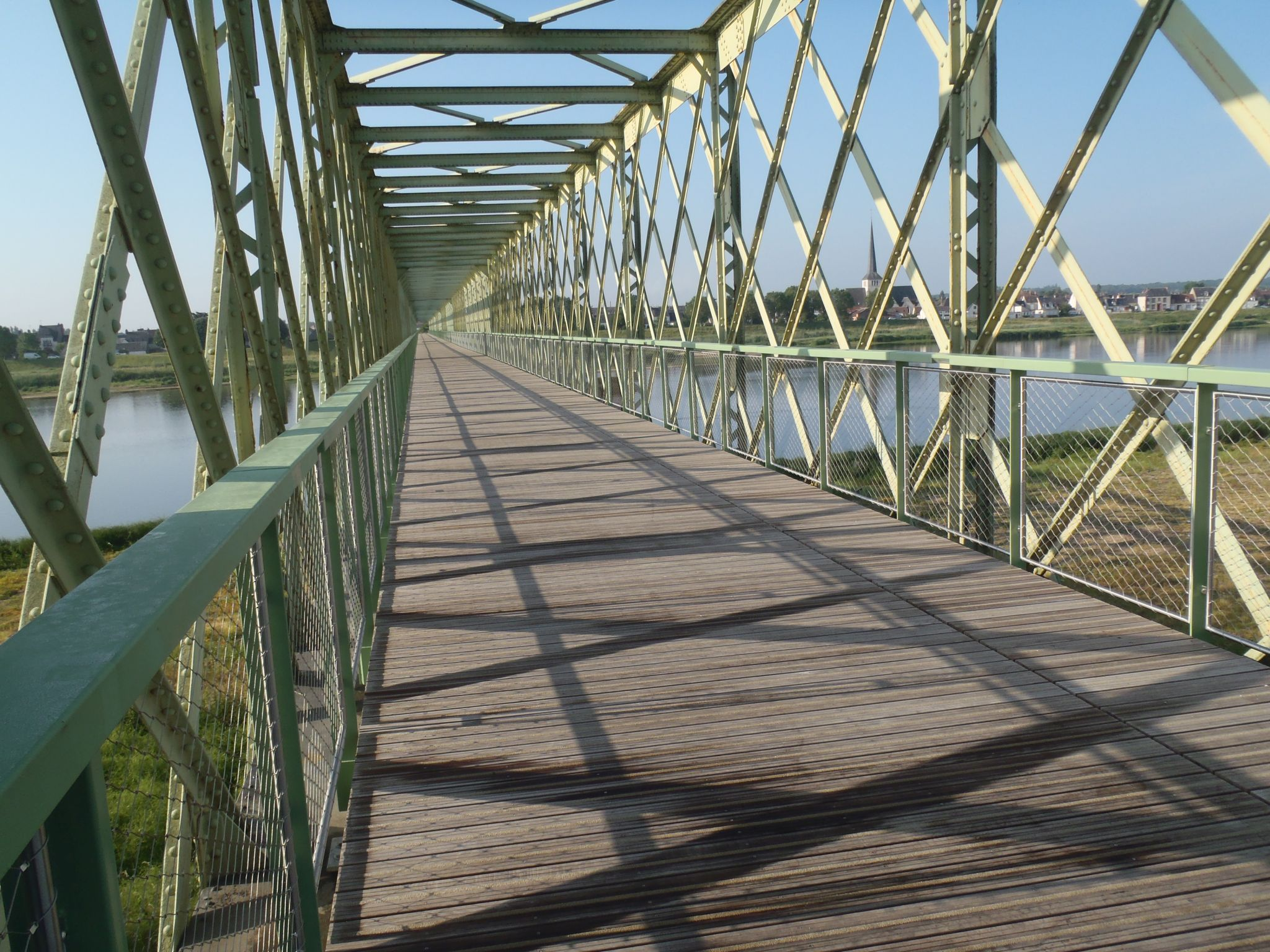
Le viaduc sur la Loire après sa mise en voie verte en 2020.

- Auxy - Juranville à Beaune-la-Rolande (PK 0,000 à 5,684) : ?
- Saint-Loup-des-Vignes à Bellegarde - Quiers (PK 9,600 à 14,400) : 7 décembre 1965[9].
- Lorris aux Bordes (PK 29,800 à 41,530) : 7 décembre 1965[9].
- Beaune-la-Rolande à Saint-Loup-des-Vignes (PK 6,455 à 9,600) : 19 octobre 1967[10].
- Bellegarde - Quiers à Lorris (PK 14,400 à 29,800) : 29 octobre 1970[11].
- Aubigny-sur-Nère à Asnières-les-Bourges (PK 85,303 à 129,850) : 16 décembre 1991[12].

Actuellement[réf. nécessaire], le tronçon d'Asnières-lès-Bourges à Bourges n'est plus utilisé pour le trafic des marchandises et est en grande partie déferré. La section de Sully-sur-Loire à Aubigny-sur-Nère a le statut de ligne non exploitée. Le reste de la ligne est déclassé.
Depuis le 13 décembre 2009, le trafic est interrompu entre Châteauneuf-sur-Loire et Sully-sur-Loire. A Sully-sur-Loire, la ligne est déferrée au passage à niveau de la zone d'activités de La Pillardière, ne permettant plus le passage de trains vers le sud de la ligne. En 2020, le viaduc de Sully-sur-Loire est déferré également et transformé en voie verte sur le parcours de La Loire à vélo.

## Exploitation
Depuis 1953, l'itinéraire exploité, en traction diesel, par la SNCF était :
- Triage de Fleury les Aubrais
- Saint-Jean-de-Braye
- Saint-Denis-de-l'Hôtel
- Châteauneuf-sur-Loire
- Les Bordes (Loiret)
- Traversée de la Loire par le Viaduc ferroviaire de Sully-sur-Loire
- Sully-sur-Loire : EP Kronofrance(anciennement Kronospan)
- Argent-sur-Sauldre
- Aubigny-sur-Nère : EP Butagaz

## Galerie de photos

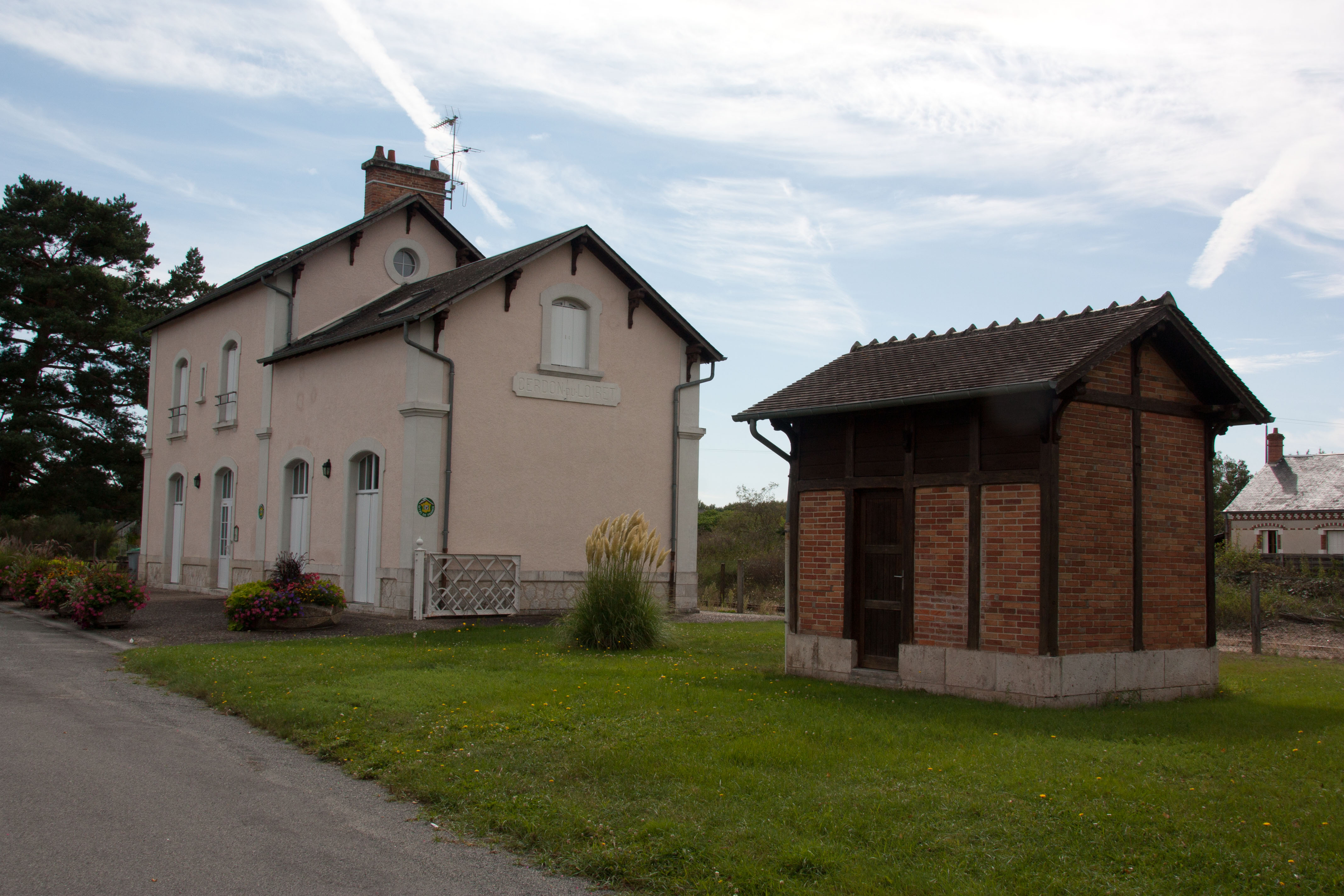
L'ancien bâtiment voyageurs de la gare de Cerdon-du-Loiret
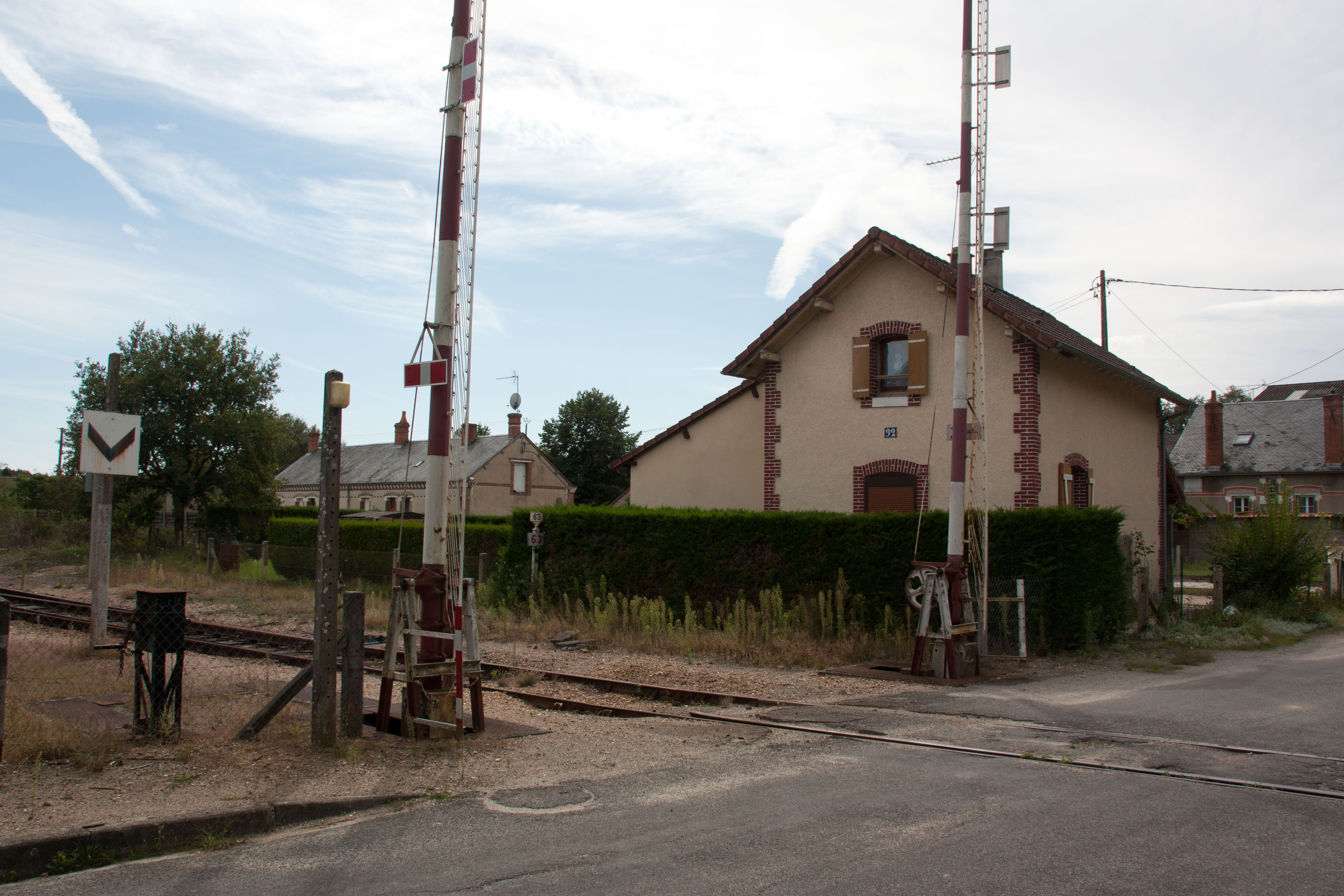
Passage à niveau à Cerdon au point kilométrique 63 de la ligne
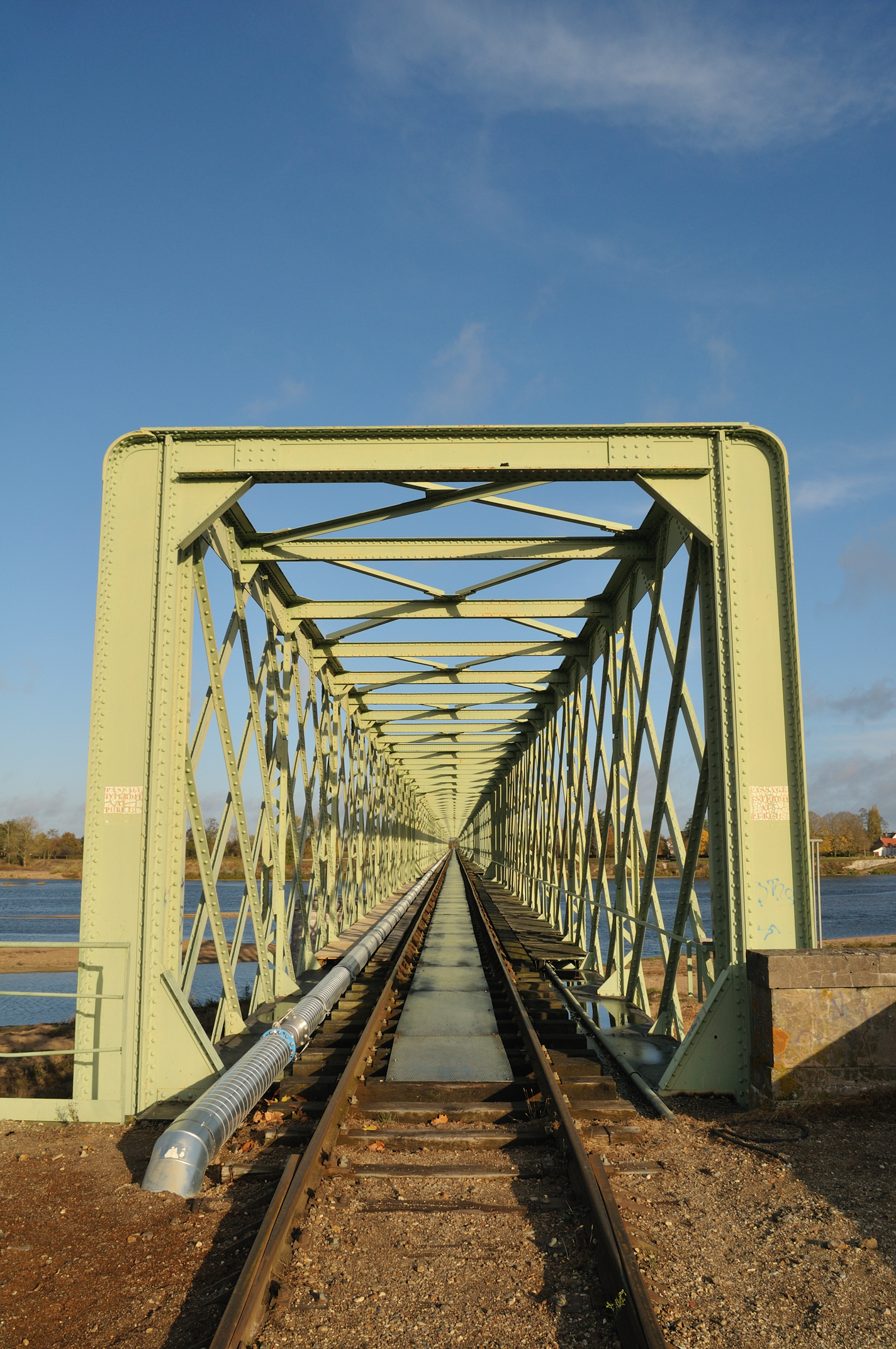
Traversée de la Loire entre Saint-Père-sur-Loire et Sully-sur-Loire